# Bana Mura
Bana Mura é um grupo militante armado ativo na região de Kasaï na República Democrática do Congo. Recruta principalmente as etnias Chokwe, Pende e Tetela, e é apoiada pelo governo congolês. De acordo com as Nações Unidas, o grupo destruiu aproximadamente 20 vilarejos ao longo de dois meses em 2017.

## História
Zeid Raad Hussein do Escritório do Alto-comissário das Nações Unidas para os Direitos Humanos afirmou que o grupo foi criado e armado pela República Democrática do Congo para combater a rebelião de Kamwina Nsapu.
O grupo foi acusado de cometer inúmeras atrocidades, incluindo massacrar civis. Igualmente, teria cometido ataques contra civis pertencentes aos grupos étnicos Luba e Lulua. Os membros do Bana Mura também escravizaram civis, forçando-os a trabalhar em suas fazendas.